# Petalidi
|  | Petalidi es troba sobre l'antiga ciutat de Corone. Si cercau l'actual ciutat de Corone, vegeu Coró. |

Petalidi (grec: Πεταλίδι) és una vila i antic municipi de la Unitat perifèrica de Messènia, i actualment fa part del municipi de Messini. Es correspon amb l'antiga ciutat de Corone (l'actual Coró es troba una vintena de quilòmetres més al sud), una ciutat de Messènia que formà part de la Lliga Aquea.

## Història

### Antiguitat
Segons Pausànies, l'antiga Corone es correspon amb la localitat homèrica d'Epea, i fou establerta quan Epaminondes reintegrà els messenis al seu país. Pausànies també diu que va rebre el nom de Coronea perquè el seu fundador, Epimèlides, era nadiu de Queronea; aviat els messenis li van dir Corone. Estrabó, en canvi, diu que Corone fou edificada sobre l'homèrica Pèdasos.
Corone va passar a la Lliga Aquea, i Filopemen fou fet presoner quan s'hi dirigia, i finalment executat a Messene l'endemà. La ciutat va perdre importància (no n'havia tingut mai gaire) i es va convertir en un punt irrellevant del Peloponnès, que, com la resta de la regió, va passar a Roma i va romandre dins l'Imperi.
La deïtat tutelar fou Atena, i a l'àgora hi havia una estàtua de Zeus Soter. El port de la ciutat es deia Port dels Aqueus. Es conserven força restes de la ciutat antiga, amb edificis i muralles i restes d'obres art. L'aigua venia de la font de Platàniston. Una mica al sud de la ciutat hi havia el temple d'Apol·lo Corinti, probablement al lloc de l'actual turó de Sant Elies (a la vila de Kastélia).
L'antiga Corone es va mantenir durant l'antiguitat tardana. Però dins el regnat de Justinià el Gran (segle vii), en un fenomen generalitzat arreu del Peloponnès, la ciutat va entrar en gran decadència, fos per causa de desastres naturals o de ràtzies enemigues. Per fer front a aquest mal, Justinià hi va promoure el redesenvolupament urbà tot desplaçant poblacions senceres a noves localitzacions. Procopi fa referència a trasllats semblants en el De Aedificiis, malgrat que amb poques referències al Peloponnès. Així doncs, Corone fou una de les ciutats que es traslladaren, i així es va refundar la ciutat al sud de la badia, sobre l'antiga Àsine, i donant lloc a la moderna Coró. L'antiga Corone, per tant, va romandre abandonada. Les runes de l'antiga ciutat es conserven a la part alta de la vila.

### Ciutat moderna
La localitat actual fou establerta el 1830. Amb el decret 3016 de 11-08-1830, Ioannis Kapodístrias va concedir la zona de Petalidi, que pertanyia a l'estat, al coronel Nikólaos Pierakos Mavromichalis com a recompensa pels seus serveis durant la Revolució. Amb el temps s'hi anaren establint maniates, de manera que el 1836 ja hi habitaven més de dues-centes famílies i s'havien bastit més de cent vint cases.
Amb el temps i al llarg del segle xx, Petalidi es va anar desenvolupant com a localitat turística i lloc de residència d'estiu.

## Població
- 1928: 1.444
- 1940: 1.530
- 1951: 1.491
- 1961: 1.634
- 1971: 1.233
- 1981: 1.113
- 1991: 1.138
- 2001: 1.191
- 2011: 1.065

Dades per la unitat municipal.